# Kristian Ipsen
Kristian Ipsen (Walnut Creek, 20 ottobre 1992) è un tuffatore statunitense. Ai Giochi olimpici di Londra 2012, in coppia con Troy Dumais, ha vinto la medaglia di bronzo olimpica nel trampolino 3 metri sincro.

## Biografia
È specializzato nei tuffi dal trampolino.
Ha rappresentato la nazionale statunitense ai Giochi olimpici di Londra 2012, ed ha gareggiato in coppia con Troy Dumais nel trampolino 3 metri sincro aggiudicandosi la medaglia di bronzo.
Ha partecipato ai Campionati mondiali di nuoto di Kazan' 2015 nel concorso del trampolino 3 metri sincro, in coppia con Sam Dorman; la coppia statunitense ha superato il turno preliminare con il settimo piazzamento, in finale ha concluso la gara al settimo posto in classifica.

## Palmarès
- Giochi olimpici

Londra 2012: bronzo nel trampolino sincro 3 m.
- Campionati mondiali di nuoto

Roma 2009: argento nel trampolino sincro 3 m.
- Coppa del Mondo di tuffi

Rio de Janeiro 2016: bronzo nel trampolino 3 m.
- Giochi panamericani

Guadalajara 2011: argento nel trampolino 3m sincro.